# Komplexe Konjugation

Der blaue Zeiger im oberen Bildteil beschreibt die komplexe Zahl in der komplexen Zahlenebene (Gaußsche Zahlenebene). Die komplexe Konjugierte entsteht durch Spiegelung an der x-Achse (unterer blauer Zeiger). Die gestrichelten Linien sollen die reellen und imaginären Anteile andeuten.

In der Mathematik bezeichnet komplexe Konjugation die Abbildung einer komplexen Zahl als eine Zahl mit gleichem Realteil und einem Imaginärteil mit gleichem Betrag, aber entgegengesetztem Vorzeichen. Sie ist definiert als:
{\displaystyle \mathbb {C} \to \mathbb {C} ,\quad z=a+b\cdot \mathrm {i} \;\;\mapsto \;\;{\bar {z}}=a-b\cdot \mathrm {i} }
mit {\displaystyle a,b\in \mathbb {R} }
im Körper der komplexen Zahlen. Sie ist ein Körperautomorphismus von {\displaystyle \mathbb {C} }, also mit der Addition und Multiplikation verträglich:
{\displaystyle {\overline {y+z}}={\bar {y}}+{\bar {z}},\quad {\overline {y\cdot z}}={\bar {y}}\cdot {\bar {z}}}.
Die Zahl {\displaystyle {\bar {z}}=a-b\cdot \mathrm {i} } wird als die zu {\displaystyle z=a+b\cdot \mathrm {i} } komplex konjugierte bzw. konjugiert komplexe Zahl oder kurz Konjugierte bezeichnet.

## Allgemeines
In der Exponentialform ist die Konjugierte der Zahl
{\displaystyle \!\ z=re^{\mathrm {i} \varphi }=r(\cos \varphi +\mathrm {i} \sin \varphi )}
die Zahl
{\displaystyle {\bar {z}}=re^{-\mathrm {i} \varphi }=r(\cos \varphi -\mathrm {i} \sin \varphi ).}
Sie hat also bei unverändertem Betrag den im Vorzeichen entgegengesetzten Winkel von {\displaystyle z}. Man kann die Konjugation in der komplexen Zahlenebene also als die Spiegelung an der reellen Achse identifizieren. Insbesondere werden bei der Konjugation genau die reellen Zahlen wieder auf sich selbst abgebildet.

## Schreibweisen
Eine alternative Schreibweise für {\displaystyle {\overline {z}}} ist {\displaystyle z^{*}}, welche vor allem in der Physik, genauer in der Quantenmechanik, gebräuchlich ist (mit {\displaystyle \psi ^{*}({\vec {x}},t)} wird die zu {\displaystyle \psi ({\vec {x}},t)} konjugierte Wellenfunktion bezeichnet). Diese Schreibweise wird auch bei adjungierten Matrizen {\displaystyle A^{*}:={\overline {A}}^{T}} verwendet, für die in der Quantenmechanik wiederum die Schreibweise {\displaystyle A^{\dagger }} gebräuchlich ist.

## Rechenregeln
Für alle komplexen Zahlen {\displaystyle z_{1},z_{2},z=a+b\,\mathrm {i} \in \mathbb {C} } gilt:
- {\displaystyle a=\mathrm {Re} (z)={\frac {1}{2}}(z+{\overline {z}})}

- {\displaystyle b=\mathrm {Im} (z)={\frac {1}{2\mathrm {i} }}(z-{\overline {z}})}

- {\displaystyle {\overline {\overline {z}}}=z}

- {\displaystyle z\in \mathbb {R} \iff {\overline {z}}=z}

- {\displaystyle z\cdot {\overline {z}}=|z|^{2}=a^{2}+b^{2}}

- {\displaystyle {\overline {z_{1}+z_{2}}}={\overline {z}}_{1}+{\overline {z}}_{2}}

- {\displaystyle {\overline {z_{1}\cdot z_{2}}}={\overline {z}}_{1}\cdot {\overline {z}}_{2}}

- {\displaystyle {\overline {\left({\frac {z_{1}}{z_{2}}}\right)}}={\frac {{\overline {z}}_{1}}{{\overline {z}}_{2}}}} für {\displaystyle z_{2}\neq 0}

- {\displaystyle |z|=|{\overline {z}}|}

- {\displaystyle |z|={\sqrt {z{\overline {z}}}}}  da der Betrag einer komplexen Zahl als {\displaystyle |z|={\sqrt {a^{2}+b^{2}}}} definiert ist und daher {\displaystyle {\sqrt {z{\overline {z}}}}={\sqrt {(a+bi)(a-bi)}}={\sqrt {a^{2}+b^{2}}}}  gilt.
- {\displaystyle \exp({\overline {z}})={\overline {\exp(z)}}}

- {\displaystyle \log({\overline {z}})={\overline {\log(z)}}} für {\displaystyle z\neq 0}

- {\displaystyle {\overline {\varphi (z)}}=\varphi ({\overline {z}})} gilt allgemein für jede holomorphe Funktion {\displaystyle \!\ \varphi }, deren Einschränkung auf die reelle Achse reellwertig ist.

## Anwendung
Mit Hilfe der Konjugation können die Inverse und auch der Quotient komplexer Zahlen bequem angegeben werden:
- Zu {\displaystyle z\in \mathbb {C} } mit {\displaystyle z\neq 0} ist

{\displaystyle z^{-1}={\frac {1}{z}}={\frac {1}{z}}{\frac {\bar {z}}{\bar {z}}}={\frac {\bar {z}}{|z|^{2}}}}
das multiplikativ Inverse.
- Für die Division zweier komplexer Zahlen erhalten wir:

{\displaystyle {y \over z}={y \over z}{\frac {\bar {z}}{\bar {z}}}={\frac {y{\bar {z}}}{|z|^{2}}}}
oder ausführlicher:
{\displaystyle {\frac {a+b\mathrm {i} }{c+d\mathrm {i} }}={\frac {ac+bd}{c^{2}+d^{2}}}+{\frac {bc-ad}{c^{2}+d^{2}}}\,\mathrm {i} .}

## Komplexe Konjugation bei Matrizen
Die Konjugierte einer Matrix ist die Matrix, deren Komponenten die komplex konjugierten Komponenten der ursprünglichen Matrix sind. Die Transposition einer zuvor komplex konjugierten Matrix wird hermitesche Transposition genannt. Für Matrizen auf dem Euklidischen Raum gilt weiterhin, dass die hermitesch transponierte Matrix identisch ist mit der adjungierten Matrix.
Da die Operation eine einfache Erweiterung der Konjugation von Matrixelementen auf Matrizen ist, wird die komplex Konjugierte einer Matrix oft ebenfalls mit einem Oberstrich gekennzeichnet. Ein einfaches Rechenbeispiel:
{\displaystyle A={\begin{pmatrix}2&\mathrm {i} &3+\mathrm {i} \\-\mathrm {i} &5+3\mathrm {i} &5\mathrm {i} \\\end{pmatrix}}\Leftrightarrow \,{\overline {A}}={\begin{pmatrix}2&-\mathrm {i} &3-\mathrm {i} \\\mathrm {i} &5-3\mathrm {i} &-5\mathrm {i} \\\end{pmatrix}}}

## Verallgemeinerung
In der abstrakten Algebra wird dieser Begriff folgendermaßen erweitert:
Zwei über {\displaystyle K} algebraische Elemente einer Körpererweiterung {\displaystyle L/K} heißen zueinander konjugiert, wenn sie dasselbe Minimalpolynom über {\displaystyle K} haben. Die Nullstellen des Minimalpolynoms von {\displaystyle a} in {\displaystyle L} heißen „Konjugierte von {\displaystyle a} (in {\displaystyle L})“. Jeder {\displaystyle K}-Automorphismus von {\displaystyle L} (d. h. ein {\displaystyle L}-Automorphismus, der {\displaystyle K} punktweise festhält) bildet {\displaystyle a} auf eine seiner Konjugierten ab.
Analog definiert man Konjugiertheit von Elementen und Idealen bezüglich einer Ringerweiterung.